# Андрійчук Василь Методійович
Васи́ль Мето́дійович Андрійчу́к (псевдо: «Бор», «Орел», «Остап», «Максим»; 1919, с. Шишківці, нині Борщівська міська громада, Тернопільська область — 3 листопада 1947, с. Шупарка, нині Борщівська міська громада, Тернопільська область; місце поховання невідоме) — учасник Українських національно-визвольних змагань, поет, літератор. 

## Життєпис
Народився в 1919 році с. Шишківці, нині Чортківського району Тернопільської області, Україна (тоді ЗУНР).
Займався в родинному селі сільським господарством, працював у кооперації. В 1940 році мобілізований у Червону Армію; учасник німецько-радянської війни; потрапив у німецький полон, звідки був звільнений; повернувся додому.
Від 1943 — в УПА: референт СБ, керівник Кременецького надрайонного проводу, розвідки, відділу пропаґанди проводу ОУН на Борщівщині.
Квартирував у печері «Озерна». В бою з підрозділом НКВС важко поранений; щоб не потрапити в руки ворога живим, застрелився 3 листопада 1947 в с. Шупарка Борщівського району Тернопільської області.

## Твори
Рукописний зшиток із 22 віршами Андрійчука і промовою «Слово на Святвечір» (1945) зберігає брат; його доробок опублікований у книзі Н. Мизака та Ю. Зімельса «Дух одвічної стихії і голосу крові» (Чернівці, 2008).

## Нагороди
- Згідно з Наказом Головного військового штабу УПА ч. 1/51 від 25.07.1951 р. заступник керівника Кременецького окружного проводу ОУН Василь Андрійчук — «Боровик» нагороджений Срібним хрестом заслуги УПА.

## Вшанування пам'яті
- На честь Василя Андрійчука названо одну з вулиць села Рохманів Шумського району Тернопільської області[1].
- 14.10.2017 р. від імені Координаційної ради з вшанування пам'яті нагороджених Лицарів ОУН і УПА у с. Антонівці Шумського р-ну Тернопільської обл. Срібний хрест заслуги УПА (№ 013) переданий Мирославі Ковальчук, доньці Василя Андрійчука — «Боровика».